# Estudo Transcendental n.º 10

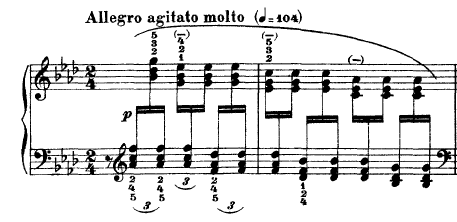
Os primeiros dois compassos do Estudo Transcendental n.º 10

O Estudo Transcendental n.º 10 "Appassionata" ou "Allegro Agitato" é o décimo da obra Estudos Transcendentais de Franz Liszt.

## Dificuldades
As passagens da mão esquerda são bem difíceis, enquanto a mão direita toca a melodia mais em oitavas. Há alguns trechos onde as mãos se alternam para tocar acordes regressivos. Outras dificuldades incluem espaço limitado (as mãos estão constantemente tocando muito rápido e muito próximas umas das outras), as passagens arpejadas da mão direita e as progressões na mão direita usando apenas o polegar, o terceiro e o quarto dedo.
Este Estudo é um dos mais populares da obra, e, apesar de extremamente difícil, não integra no grupo dos mais difíceis.

## Forma
Ele está nos padrões da Forma-sonata, com um segundo grupo em Mi Bemol Menor e uma coda explosiva. A versão de 1838 tem uma coda baseada na coda do final da Sonata Op. 57 "Appassionata" de Ludwig van Beethoven. Isto foi o que provavelmente levou Ferruccio Busoni a batizar este Estudo com o nome de "Appassionata".